# Замок Белфаст
Замок Белфаст (англ. Belfast Castle) — один из замков Ирландии, расположенный на склонах гор Кейвхилл в Кантри Парк, в Белфасте, Северная Ирландия. Стоит на высоте 400 футов (120 метров) над уровнем моря и с него открывается вид на город Белфаст.

## История
Замок Белфаст построен в конце XII века норманнами. Находится на северной окраине города Белфаст. Замок был резиденцией барона Чичестера (он был более известен как сэр Артур Чичестер), но резиденция сгорела в 1708 году. Вместо того, чтобы восстановить здание на прежнем месте, барон Чичестер решил возвести новую резиденцию в пригороде. Здание, которое мы видим сегодня, построено в 1811—1870 годах маркизом Донегол. Замок строился в стиле шотландских баронов: Чарльза Ланьона и его сыновей. После смерти маркиза Донегол и преодоления финансовых проблем семьи, VIII-й граф Шефтсбери завершил строительство этого замка. Его сын — XIX-й граф Шефтсбери — жил в этом замке до 1934 года.
В 1978 году городской совет Белфаста начал капитальный ремонт замка. Работы продолжались 10 лет. На ремонт было потрачено более 2 млн фунтов стерлингов. Архитектором реставрации были партнёры Хьюитт и Хеслам. Официальная церемония открытия после реставрации произошла 11 ноября 1988 года.
В замке находятся антикварный магазин и ресторан. Комплекс является популярным местом для проведения конференций, частных вечеринок и свадеб.